# Geolycosa rufibarbis
Geolycosa rufibarbis là một loài nhện trong họ Lycosidae.
Loài này thuộc chi Geolycosa. Geolycosa rufibarbis được Cândido Firmino de Mello-Leitão miêu tả năm 1947.